# Decembrie 1994
Acest articol este generat integral pe baza informațiilor din articolul 1994 și este actualizat periodic de un robot.
 Editările făcute în articol vor fi șterse la următoarea actualizare! Dacă doriți să faceți modificări, editați articolul-sursă.

ianuarie -
februarie -
martie -
aprilie -
mai -
iunie -
iulie -
august -
septembrie -
octombrie -
noiembrie -
decembrie
Decembrie 1994 a fost a douăsprezecea lună a anului și a început într-o zi de joi.

## Evenimente
- 9 decembrie: Sony lansează prima consolă PlayStation în Japonia.
- 9 decembrie: Președintele rus, Boris Elțîn, ordonă guvernului să ia „toate măsurile" necesare împotriva guvernului cecen, precum și în vederea dezarmării „formațiunilor înarmate". Sunt emise „Decretul nr. 2166" și "Rezoluția 1360" ale guvernului rus, prin care se declanșează intervenția rusă în Cecenia, pe 11 decembrie 1991.
- 11 decembrie: Armata Fererației Ruse atacă Cecenia.

## Nașteri
- 1 decembrie: Ivy Latimer (Ivy Joy Latimer), actriță australiană
- 3 decembrie: Jake T. Austin (n. Jake Austin Szymanski), actor american de film
- 3 decembrie: Crina „Coco” Popescu, alpinistă română
- 3 decembrie: Filip Havârneanu, politician român
- 3 decembrie: Bernarda Pera, jucătoare de tenis americană
- 3 decembrie: Lil Baby, rapper american din Georgia
- 6 decembrie: Giannis Antetokounmpo, baschetbalist grec
- 8 decembrie: Raheem Shaquille Sterling, fotbalist englez (atacant)
- 14 decembrie: Alexandru Ioniță, fotbalist român (atacant)
- 14 decembrie: Alexandru Ioniță, fotbalist născut în 1994
- 18 decembrie: Natália Kelly, cântăreață austriacă
- 19 decembrie: Katrina Lehis, scrimeră estoniană
- 19 decembrie: M'Baye Babacar Niang, fotbalist francez (atacant)
- 20 decembrie: Giulio Ciccone, ciclist italian
- 29 decembrie: Eliza Cicic, handbalistă română
- 29 decembrie: Louis Schaub, fotbalist austriac
- 30 decembrie: Florin Lucian Tănase, fotbalist român (atacant)

## Decese
Mircea Chiriac, 75 ani, compozitor român (n. 1919)
Tadeusz Śliwiak, 66 ani, poet polonez (n. 1928)
Gian Maria Volonté, 61 ani, actor italian (n. 1933)
Petrache Lupu, 87 ani, păstor român (n. 1907)
Gheorghe Guțu, 88 ani, filolog român (n. 1906)
Henry Banks, pilot (n. 1913)
Dean Rusk (David Dean Rusk), 85 ani, secretar de Stat al Statelor Unite (1961-1969), (n. 1909)
Nobuko Otowa, 70 ani, actriță japoneză (n. 1924)
Tudor Greceanu, 77 ani, aviator român (n. 1917)
Dmitri Ivanenko, 90 ani, fizician rus (n. 1904)
Ecaterina Dunăreanu-Vulpe, arheolog (n. 1901)